# Skákavka
Skákavka je kopec v Prakšické pahorkatině v geomorfologickém okrsku Hlucká pahorkatina patřící do pohoří Vizovická vrchovina. Má nadmořskou výšku 327 m a jeho vrchol se nachází na území města Uherský Brod v okrese Uherské Hradiště ve Zlínském kraji a na Slovácku.

## Další informace
Skákavka, která leží na pravém břehu řeky Olšavy, se vypíná nad Uherským Brodem a je také nejvyšším bodem lesa Chrástka. K vrcholu kopce vede červená turistická a cyklistická Havřická naučná stezka a Skákavka je právě jejím nejvyšším bodem. Tato naučná stezka má na Skákavce své 5. zastavení s lavičkou a s vyhlídkou na pohoří Bílé Karpaty a Uherský Brod a jeho okolí. Kolem vrcholu kopce jsou lesy a pole.

## Galerie

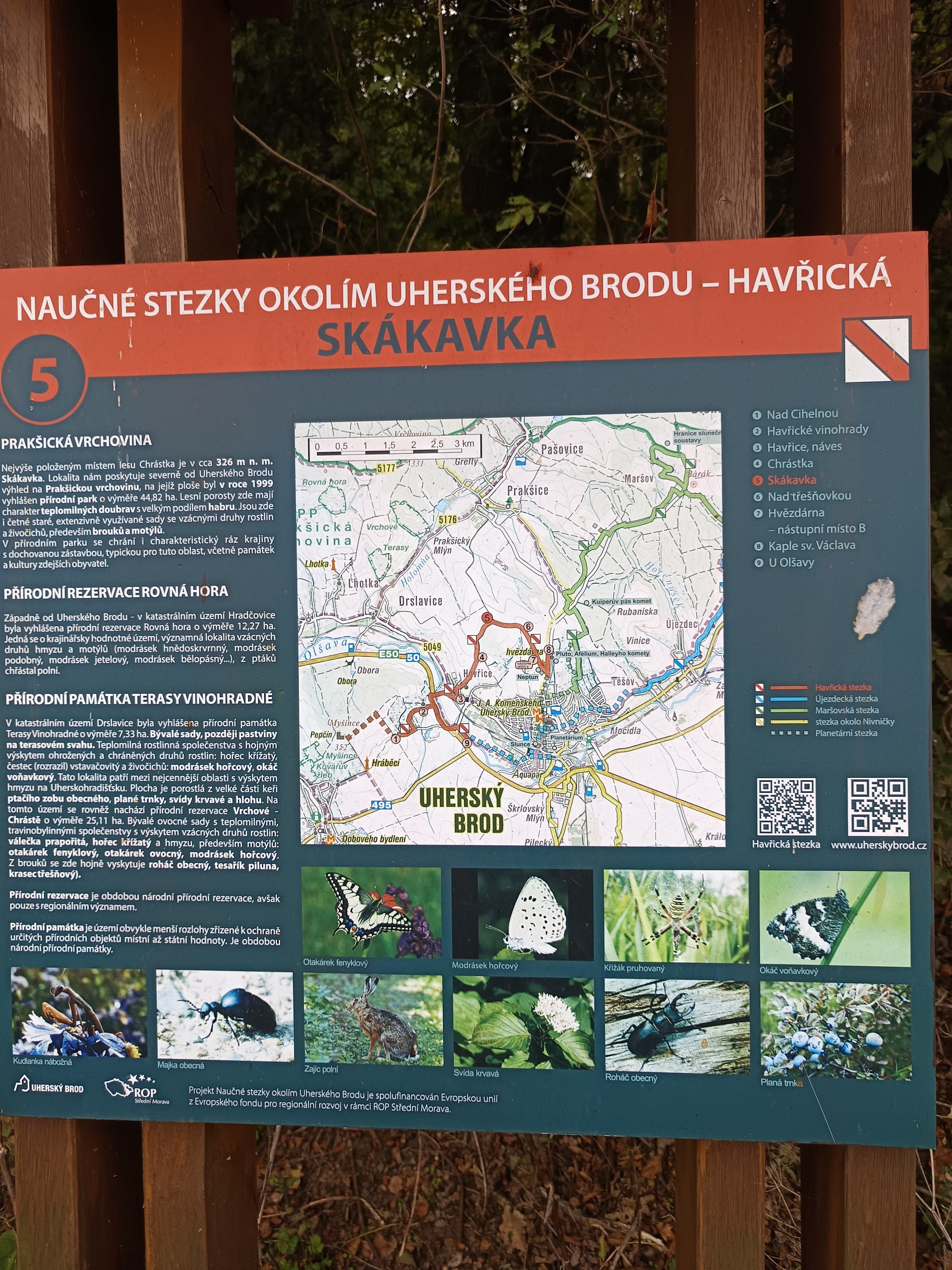
5. zastavení - Havřická naučná stezka